# Les Cerfs-volants de Kaboul (film)
Pour plus de détails, voir Fiche technique et Distribution.
Les Cerfs-volants de Kaboul (The Kite Runner) est un film américain du Suisse Marc Forster, sorti le 2 novembre 2007 aux États-Unis.
Il est tiré du roman éponyme de Khaled Hosseini, Les Cerfs-volants de Kaboul.
Le film est interprété en persan (sous sa forme dari), sous-titré en anglais. Il a été filmé à Kachgar en Chine, en raison de l'impossibilité de le tourner en Afghanistan.

## Synopsis
Amir et Hassan, deux petits garçons vivant à Kaboul, sont amis, et font voler ensemble des cerfs-volants. Mais Amir va trahir son ami : il quitte l'Afghanistan avec son père lors de l'invasion soviétique, et refait sa vie en Californie. Vingt ans plus tard, il revient dans son pays, marqué par les talibans.

## Fiche technique
Sauf indication contraire, les informations mentionnées dans cette section peuvent être confirmées par les bases de données cinématographiques IMDb et Allociné,  présentes dans la section « Liens externes ».
- Titre original :The Kite Runner
- Titre français : Les Cerfs-volants de Kaboul
- Réalisation : Marc Forster
- Scénario : David Benioff, d’après le roman de Khaled Hosseini
- Musique : Alberto Iglesias
- Direction artistique : Karen Murphy
- Décors : Carlos Conti
- Costumes : Frank L. Fleming
- Photographie : Roberto Schaefer
- Son : Frank E. Eulner, Lora Hirschberg, Danilo Moroni, Michael Semanick
- Montage : Matt Chesse
- Production : William Horberg, Walter F. Parkes, E. Bennett Walsh et Rebecca Yeldham
  - Production déléguée : Sidney Kimmel, Laurie MacDonald, Sam Mendes et Jeff Skoll
  - Production associée : Leslie Lerman et Kwame Parker
  - Coproduction déléguée : Bruce Toll
- Sociétés de production :
  - États-Unis : Kite Runner Holdings, Parkes/MacDonald Image Nation et Sidney Kimmel Entertainment, avec Ebeling Group et Wonderland Films (non crédité), présenté par Dreamworks Pictures et Participant Productions
  - Chine : China Film Co-Production Corporation et Beijing Happy Pictures Cultural Communications Co.
  - Royaume-Uni : Neal Street Productions (non crédité)
- Sociétés de distribution : Paramount Vantage (États-Unis) ; Paramount Pictures (France, Royaume-Uni) ; Universal Pictures International (Belgique, Suisse romande)
- Budget : 20 millions USD[1]
- Pays de production :  États-Unis,  Chine,  Royaume-Uni,  Afghanistan[2]
- Langues originales : anglais, dari, pachto, russe, urdu, arabe
- Format : couleur (DeLuxe) — 35 mm — 2,39:1 — son SDDS / Dolby Digital / DTS
- Genre : drame
- Durée : 128 minutes
- Dates de sortie[3] :
  - États-Unis : octobre 2007 (Festival international du film de Chicago) ; 5 octobre 2007 (Festival international du film de Scottsdale) ; 14 octobre 2007 (Festival du film de Mill Valley) ; 14 décembre 2007 (sortie limitée) ; 11 janvier 2008 (sortie nationale)
  - Québec : 21 décembre 2007[4]
  - Royaume-Uni : 26 décembre 2007
  - Suisse romande : 6 février 2008[5]
  - France, Belgique : 13 février 2008[6],[7]
  - Chine : 16 juin 2008 (Festival international du film de Shanghai)
- Classification[8] :
  - États-Unis : accord parental recommandé, film déconseillé aux moins de 13 ans (PG-13 - Parents Strongly Cautioned)[N 1]
  - Royaume-Uni : les enfants de moins de 12 ans doivent être accompagnés d'un adulte (12A - Suitable for 12 years and over)
  - Chine : pas de système
  - France : tous publics avec avertissement[9],[N 2]
  - Belgique : tous publics (Alle Leeftijden)[7]
  - Suisse romande : interdit aux moins de 12 ans[10]
  - Québec : 13 ans et plus (13+ / 13 years and over)[4]

## Distribution
- Khalid Abdalla (VQ : François Godin) : Amir Chadiri, fils d'un notable de Kaboul émigré aux États-Unis, devenu écrivain. Il porte en lui le poids d'une lourde faute remontant à son enfance
  - Zekeria Ebrahimi : Amir Chadiri enfant
- Homayoun Ershadi (VQ : Marc Bellier) : Baba Chadiri, père d'Amir, un notable de Kaboul émigré aux États-Unis
- Ahmad Khan Mahmoodzada : Hassan enfant, fils du domestique de Chadiri père et fils et meilleur ami d'Amir
- Atossa Leoni (VQ : Michèle Lituac) : Soraya Taheri, fille d'un général afghan émigré aux États-Unis, qu'épouse Amir
- Shaun Toub (VQ : Jean-Luc Montminy) : Rahim Khan, l'ami de Baba
- Sayed Jafar Marsihullah Gharibzada : Omar
- Abdul Salem Yusoufzai : Assef adulte, devenu un taliban impitoyable
  - Elham Ehsar : Assef adolescent, chef de bande
- Nabi Tanha : Ali, domestique de Baba à son service depuis quarante ans et père d'Hassan
- Barham Ehsas : Walli
- Tamin Nawabi : Kamal
- Ali Danish Bakhtyari : Sohrab, le fils d'Hassan qu'Amir fait sortir d'Afghanistan
- Mir Mahmood Shah Hashimi : l'homme d'affaires dans le bureau de Baba
- Qadir Farookh : le général Taheri, un général afghan expatrié, père de Soraya
- Saïd Taghmaoui (VQ : Patrice Dubois) : Farid, l'homme qui fait entrer Amir en Afghanistan
- Chris Verrill : le docteur Starobin, un médecin d'origine russe
- Maimoona Ghizal : Jamila Taheri, la femme du général, mère de Soraya
- Mohamed Amin Rahimi : l'orateur taliban lors de la lapidation

Source et légende : version québécoise (VQ) sur Doublage Québec.

## Distinctions

### Récompenses
| Récompenses 2007-2009 du film Les Cerfs-volants de Kaboul | Récompenses 2007-2009 du film Les Cerfs-volants de Kaboul | Récompenses 2007-2009 du film Les Cerfs-volants de Kaboul | Récompenses 2007-2009 du film Les Cerfs-volants de Kaboul |
| Années                                                    | Évènements                                                | Catégories / Récompenses                                  | Lauréat(es) |
| --------------------------------------------------------- | --------------------------------------------------------- | --------------------------------------------------------- | --- |
| 2007                                                      | Satellite Awards                                          | Satellite Award de la meilleure musique de film           | Alberto Iglesias |
| 2008                                                      | Christopher Awards                                        | Meilleur long métrage                                     | David Benioff, Marc Forster, William Horberg, Sidney Kimmel, Laurie MacDonald, Sam Mendes, Walter F. Parkes, Jeff Skoll, Bruce Toll, E. Bennett Walsh et Rebecca Yeldham |
| 2008                                                      | Critics' Choice Movie Awards                              | Critics Choice Award du meilleur espoir                   | Ahmad Khan Mahmoodzada |
| 2008                                                      | North Texas Film Critics Association                      | Meilleur film en langue étrangère                         | Les Cerfs-volants de Kaboul |
| 2009                                                      | International Online Film Critics' Poll                   | Meilleure musique de film                                 | Alberto Iglesias |

### Nominations
| Nominations 2007-2008 du film Les Cerfs-volants de Kaboul | Nominations 2007-2008 du film Les Cerfs-volants de Kaboul | Nominations 2007-2008 du film Les Cerfs-volants de Kaboul                                         | Nominations 2007-2008 du film Les Cerfs-volants de Kaboul          |
| Années                                                    | Évènements                                                | Catégories / Nominations                                                                          | Nommé(es)                                                          |
| --------------------------------------------------------- | --------------------------------------------------------- | ------------------------------------------------------------------------------------------------- | ------------------------------------------------------------------ |
| 2007                                                      | Dallas-Fort Worth Film Critics Association Awards         | Meilleur film                                                                                     | Les Cerfs-volants de Kaboul                                        |
| 2007                                                      | International Film Music Critics Award (IFMCA)            | Meilleure musique originale pour un film dramatique                                               | Alberto Iglesias                                                   |
| 2007                                                      | Satellite Awards                                          | Meilleur scénario adapté                                                                          | David Benioff                                                      |
| 2007                                                      | St. Louis Film Critics Association                        | Meilleur film                                                                                     | Les Cerfs-volants de Kaboul                                        |
| 2007                                                      | St. Louis Film Critics Association                        | Meilleur film en langue étrangère                                                                 | Les Cerfs-volants de Kaboul                                        |
| 2007                                                      | St. Louis Film Critics Association                        | Meilleure photographie                                                                            | Roberto Schaefer                                                   |
| 2008                                                      | AARP Movies for Grownups Awards                           | Meilleur acteur dans un second rôle                                                               | Homayoun Ershadi                                                   |
| 2008                                                      | AARP Movies for Grownups Awards                           | Meilleur film pour les adultes                                                                    | Les Cerfs-volants de Kaboul                                        |
| 2008                                                      | Art Directors Guild                                       | Meilleurs décors dans un film contemporain                                                        | Carlos Conti, Douglas Cumming, Karen Murphy et Michael Turner      |
| 2008                                                      | BAFTA Awards                                              | Meilleur scénario adapté                                                                          | David Benioff                                                      |
| 2008                                                      | BAFTA Awards                                              | Meilleur film en langue étrangère                                                                 | Marc Forster, William Horberg, Walter F. Parkes et Rebecca Yeldham |
| 2008                                                      | BAFTA Awards                                              | Meilleure musique de film (Prix Anthony Asquith)                                                  | Alberto Iglesias                                                   |
| 2008                                                      | Critics' Choice Movie Awards                              | Meilleur film                                                                                     | Les Cerfs-volants de Kaboul                                        |
| 2008                                                      | Golden Globes                                             | Meilleure musique de film                                                                         | Alberto Iglesias                                                   |
| 2008                                                      | Golden Globes                                             | Meilleur film en langue étrangère                                                                 | Les Cerfs-volants de Kaboul                                        |
| 2008                                                      | Gran Premio Internazionale del Doppiaggio                 | Meilleur mixage de doublage                                                                       | Danilo Moroni                                                      |
| 2008                                                      | Hollywood Post Alliance                                   | Meilleur étalonnage des couleurs dans un processus DI (Digital intermediate) pour un long métrage | Mike Sowa                                                          |
| 2008                                                      | Houston Film Critics Society Awards                       | Meilleur film en langue étrangère                                                                 | Les Cerfs-volants de Kaboul                                        |
| 2008                                                      | Il Festival Nazionale del Doppiaggio Voci nell'Ombra      | Meilleur doublage                                                                                 | Marco Mete                                                         |
| 2008                                                      | Oscars                                                    | Meilleure musique de film                                                                         | Alberto Iglesias                                                   |
| 2008                                                      | Visual Effects Society Awards                             | Meilleurs effets visuels secondaires dans un film                                                 | David Ebner, Leif Einarsson, Les G. Jones et Todd Sheridan Perry   |
| 2008                                                      | World Soundtrack Awards                                   | Compositeur de la bande originale de l'année                                                      | Alberto Iglesias                                                   |
| 2008                                                      | World Soundtrack Awards                                   | Meilleure bande originale de l'année                                                              | Alberto Iglesias                                                   |
| 2008                                                      | Young Artist Awards                                       | Meilleur jeune acteur dans un long métrage international                                          | Zekeria Ebrahimi                                                   |
| 2008                                                      | Young Artist Awards                                       | Meilleur jeune acteur dans un long métrage international                                          | Ahmad Khan Mahmoodzada                                             |

### Autre
- Inscription sur la liste des dix meilleurs films du National Board of Review de l'année 2007.

## Éditions en vidéo
- En France, le film Les Cerfs-volants de Kaboul est sorti en DVD le 28 août 2008[14], en Blu-ray le 24 avril 2013[15] et en VOD le 24 décembre 2019[6].
- Au Québec, le film est sorti en DVD le 25 mars 2008[4].